# Juan Abarca Cidón
Juan Abarca Cidón   (Madrid, 1971) és un metge, advocat i empresari espanyol. Presideix el grup hospitalari HM Hospitals i l'empresa de peritatge PROMEDE. Forma part del lobby o grup de pressió que promou la sanitat privada a Espanya.

## Formació i desenvolupament professional
Va néixer a Madrid i és fill dels metges Juan Abarca Campal i de Carmen Cidón Tamargo, fundadors del grup HM Hospitals.
Va estudiar la llicenciatura de Medicina en la Universitat Complutense de Madrid, i es va doctorar per la Universidad San Pablo CEU en 2017, amb la tesi “Anàlisi de la Llei General de Sanitat en el Segle XXI. Propostes per a un model sostenible”.
En 1997, després de l'especialització del MIR en Medicina Familiar i Comunitària va ser nomenat subdirector mèdic de l'Hospital Universitari HM Montepríncipe i, més endavant gerent. Des de 2016 presideix el grup.
En 2002 va fundar l'empresa Professionals de la Medicina i el Dret S.A ( PROMEDE) que realitza peritacions sanitàries i valoració del mal corporal en l'àmbit judicial, i de la qual és president i conseller delegat.
Com a empresari del sector de la salut forma part del lobby o grup de pressió política per a aconseguir avantatges per al sector empresarial de la salut. Va ser fundador, al costat d'uns altres, de l'Institut per al Desenvolupament i Integració de la Sanitat (Fundació IDIS), que defensa els interessos de la sanitat privada; va ser secretari general fins a 2015 i és president des de 2019. Entre altres càrrecs, és vicepresident de l'Associació Espanyola de Dret Sanitari, i ha estat membre del Consell Assessor del Ministeri de Sanitat entre 2012 i 2019.
Ha rebut diversos premis i reconeixements, entre d'altres, el “Personalitat Sanitària”, de la revista Redacció Mèdica (2014), Medalla d'Honor de la Fundació *Bamberg (2017), el Premi Associació Espanyola de Directors de Recursos Humans, 2021, i el Premi Madrileny de l'Any, 2023.

## Publicaciones
- Abarca Cidón, J.  El sistema sanitario español. De sus orígenes hasta nuestros días, Ed. Esfera de los libros, 2019
- Abarca Cidón, J. y Pérez Iñigo, F. Un modelo de hospital. Ed. Ars Médica, 2001 (4 ediciones)
- Abarca Cidón, J. y Juan-Peláez, F.  Actuación profesional en el ámbito hospitalario, Ed. Aula Salud Siglo XXI, 2003.
- VVAA Reflexiones sobre la colaboración pública-privada en atención sanitaria. Ed. Raiz Publicidad, 2018
- VVAA Propuestas de fortalecimiento del sistema nacional de salud en la era postcovid.  Ed. Merck Salud, 2021